# Monte Santo de Minas
Monte Santo de Minas is een gemeente in de Braziliaanse deelstaat Minas Gerais. De gemeente telt 20.536 inwoners (schatting 2009).

## Aangrenzende gemeenten
De gemeente grenst aan Arceburgo, Guaranésia, Itamogi, Jacuí, São Sebastião do Paraíso, Cássia dos Coqueiros (SP), Mococa (SP) en Santo Antônio da Alegria (SP).

## Verkeer en vervoer
De plaats ligt aan de weg BR-491.

## Galerij

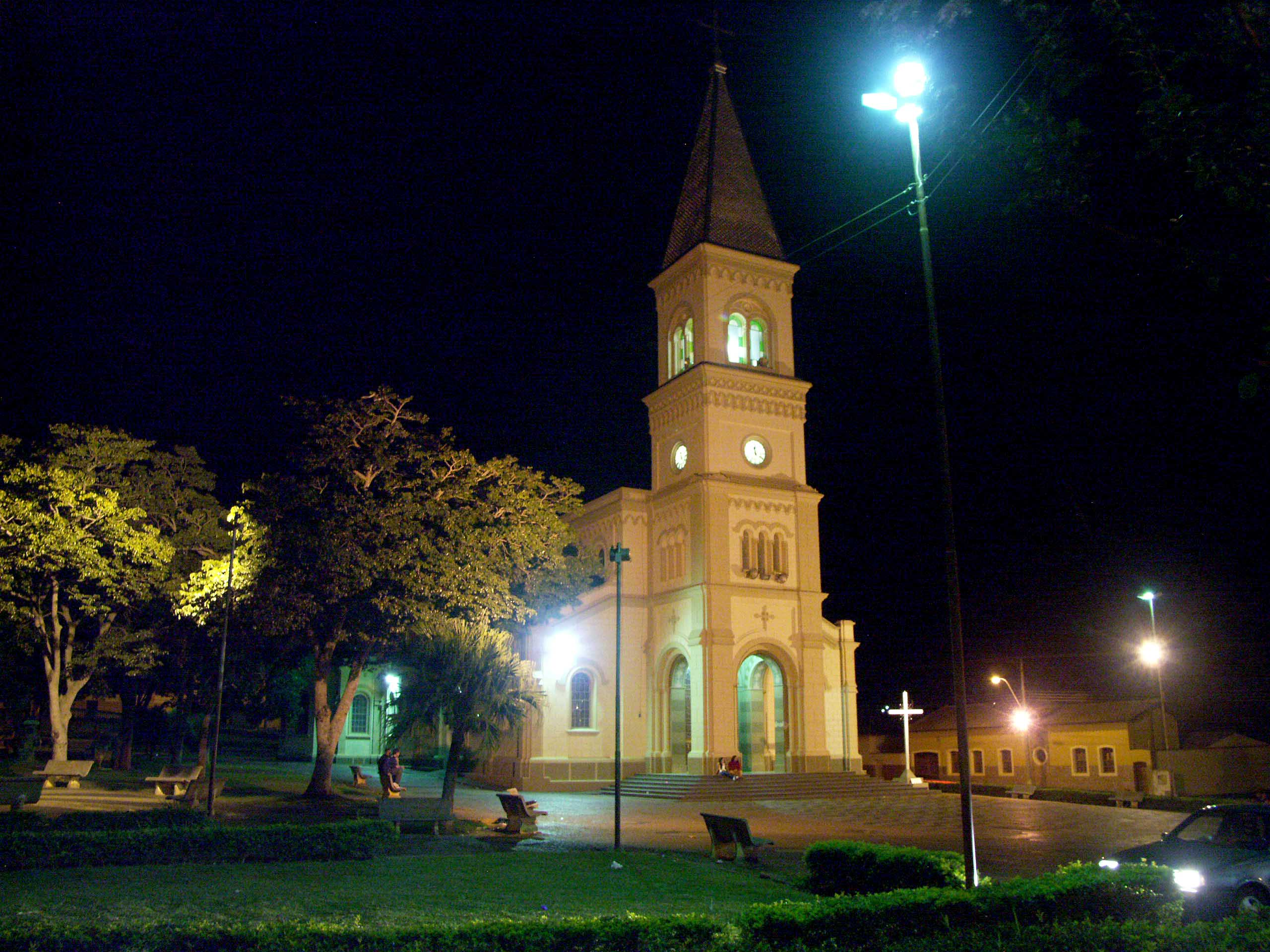
Katholieke kerk São Francisco De Paula in Monte Santo de Minas
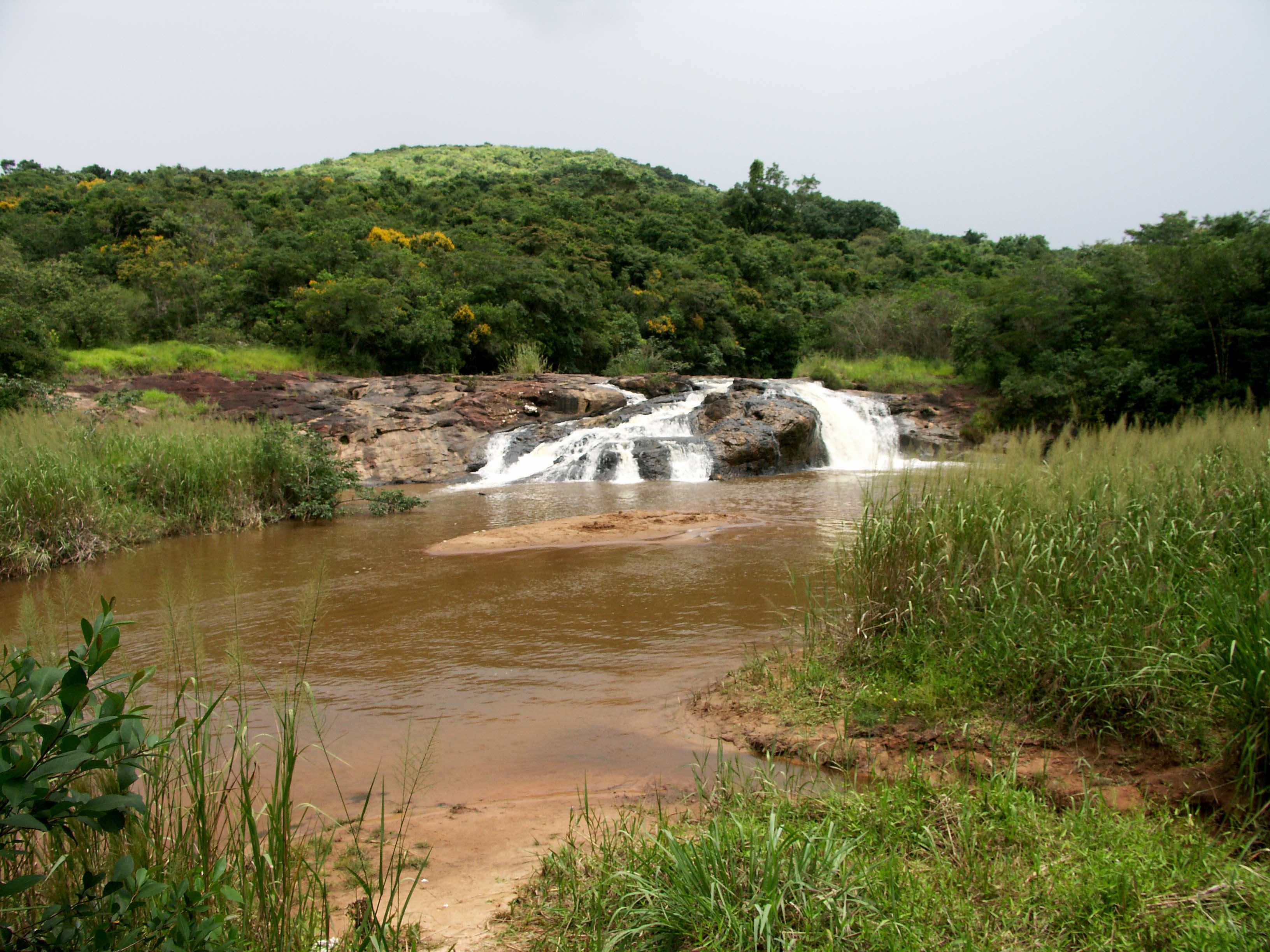
Waterval in de gemeente Monte Santo de Minas